# Ichnotakson

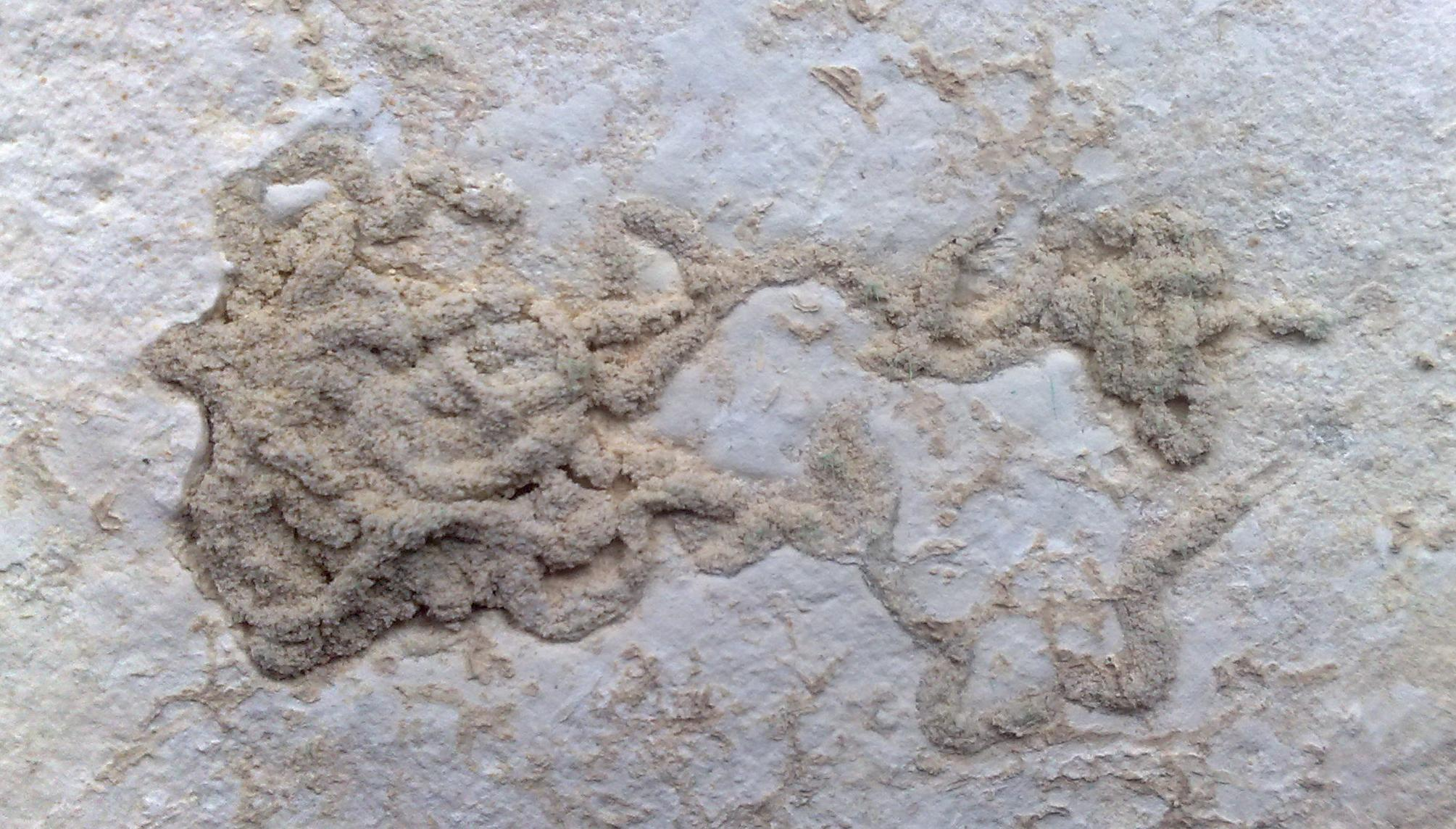
Koprolit z ichnorodzaju Lumbricaria

Ichnotakson – takson wyznaczony na podstawie ichnoskamieniałości, czyli skamieniałych śladów działalności zwierząt. Zwykle wyróżniane ichnotaksony to ichnorodzaje i ichnogatunki, których forma zapisu jest analogiczna do rodzajów i gatunków. Również same skamieniałości śladowe o wyraźnych i dających się wyróżnić cechach łączy się w ichnotaksony.
Ichnotaksony w praktyce nie tyle służą klasyfikacji zwierząt nieznanych inaczej niż przez ichnoskamieniałości, ile klasyfikacji samych ichnoskamieniałości. Ponieważ klasyfikacja ichnoskamieniałości i zwierząt, które je pozostawiły, jest od siebie niezależna, ichnotaksonomia jest przykładem parataksonomii, czyli taksonomii równoległej do taksonomii właściwej. Niektórych ichnoskamieniałości nie udaje się  powiązać z konkretnymi zwierzętami, a więc ichnotaksonów z taksonami. Często jeden ichnorodzaj jest skutkiem działalności spokrewnionych gatunków zwierząt. Przykładowo zauropody z dwóch grup pozostawiały tropy, których skamieniałości to ichnorodzaje odpowiednio Brontopodus i Parabrontopodus. Jednocześnie zwierzęta z tego samego taksonu pozostawiały ślady różnego typu, które stały się różnymi ichnorodzajami. Przykładowo ślady spoczynku trylobitów tworzą ichnorodzaj Rusophycus, podczas gdy ślady rozgrzebywania piasku przez te same zwierzęta – Cruziana, gdy są to ślady pełzania lub Diplichnites, gdy kroczenia.